# Aponogeton junceus
Aponogeton junceus là một loài thực vật có hoa trong họ Aponogetonaceae. Loài này được Lehm. ex Schltdl. mô tả khoa học đầu tiên năm 1836.